# Poesia concreta

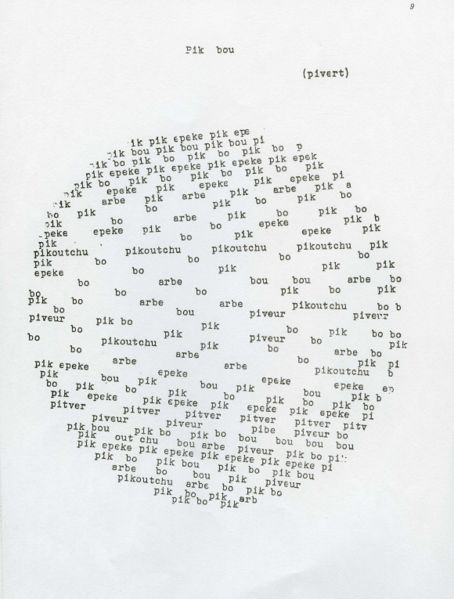
Pierre Garnier, poema espacialista Pik bou (1966), "aparentado" posterior do concretismo internacional

Poesia concreta é um tipo de poesia vanguardista, de carácter experimental, basicamente visual, que procura estruturar o texto poético escrito a partir do espaço do seu suporte, sendo ele a página de um livro ou não, buscando a superação do verso como unidade rítmico-formal. Surgiu na década de 1950 no Brasil e na Suíça, tendo sido primeiramente nomeada, tal qual a conhecemos, por Augusto de Campos na revista Noigandres de número 2,  de 1955, publicada por um grupo de poetas homónimo à revista e que produziam uma poesia afins. Também é chamada de (ou confundida com) poesia visual em algumas partes do mundo.

## Poesia concreta: movimento internacional
O concretismo, primeiramente, foi um movimento europeu das artes plásticas, na década de 1930, e da música, na década de quarenta. Dizia-se "concreto" por oposição à ideia de "abstrato" [carece de citação].
O surgimento oficial da poesia concreta dá-se em 1956, com a Exposição Nacional de Arte Concreta, no Museu de Arte Moderna de São Paulo, com a participação de poetas e pintores de São Paulo e do Rio de Janeiro. No entanto, já se vinha configurando desde o início da década, e mesmo anteriormente, surgindo como parte de um movimento ou tendência, muitas vezes de forma espontânea, no Brasil e em vários países da Europa.
Na Itália, em 1943, provindo do já antigo futurismo (o qual costumava fazer experimentos tipográficos e posteriormente sofreu forte influência da poesia cubista, através da influência do poeta Guillaume Apollinaire), o poeta Carlo Belloli escreveu, profeticamente , to see will become more necessary than to listen ("ver  tornar-se-á mais importante que ouvir") e produziu um tipo de poesia que chamou de “Testi-poemi murali” (Texto-poema mural). Mary Ellen Solt, em artigo de  1968, para a Indiana University Press,  considera tais textos-poemas como poesia concreta.
No entanto, os primeiros textos que atendem rigorosamente aos preceitos definidos para a poesia concreta no seu primeiro manifesto (Plano-piloto para poesia concreta, publicado em São Paulo, 1958, e assinado por Augusto de Campos, por seu irmão Haroldo de Campos e por Décio Pignatari, grupo reunido desde 1952 sob o nome de Noigandres), foram uma série de poemas chamados de “Poetamenos” e o primeiro livro do boliviano-suíço Eugen Gomringer,  Konstellationen (Constelações), ambos publicados em 1953. No mesmo ano, foi publicado na Suécia, pelo poeta brasileiro-sueco Öyvind Fahlström,  um manifesto chamado Manifest for konkret poesie (Manifesto da poesia concreta), que apresentava muitos pontos de contato com as proposições da poesia concreta paulista, enfatizando, porém, a importância do ritmo, o que, de todo modo, poderia nos levar a pensar em alguma poesia como “beba coca cola” (Décio Pignatari, 1957) ou na letra da composição musical “O quê” (Arnaldo Antunes, 1986). 
A partir da metade da década de 1950, o movimento começa a propagar-se por vários países, tais como Alemanha, Áustria, Japão, Portugal, França, Espanha, EUA, Islândia, Escócia, Bélgica, Tchecoslováquia, Dinamarca, Turquia, Finlândia e Itália (neste último parecendo ter se desenvolvido da "poesia-texto mural").
Na exposição brasileira de 1956, além dos paulistas do Noigandres, participaram poetas, como Ferreira Gullar (maranhense que, à época, utilizava-se  de meios como a gravação de poemas em madeira), e artistas plásticos como Lígia Clark e Hélio Oiticica. Ferreira Gullar irá romper com os paulistas em 1959 e fundar o neoconcretismo. Mais tarde, o poeta maranhense se afasta também deste movimento, por considerar que o termo "poesia" não poderia ser dissociado da palavra escrita ou falada, e por acreditar que o neoconcretismo apontava para este caminho.

## Características da poesia concreta
A poesia concreta é uma vanguarda no sentido de arte que busca a “ruptura”, dado por Octavio Paz.
Expressas em grande parte no seu manifesto paulista de 1958 (Plano-piloto para poesia concreta), e de maneira mais clara, o que levou à grande adesão de outros poetas do mundo inteiro a este grupo, incluindo o boliviano-suíço Gomringer (considerado por muitos europeus o principal e único expoente deste movimento),  aparentemente, a poesia concreta opera por duas distinções básicas: a paranomásia e a disposição espacial dos vocábulos, frases ou caracteres. Operando por paranomásia e não abandonando o uso da palavra, a poesia concreta não será definida exclusivamente como uma poesia visual.
No "Plano-piloto", considera-se como seus precursores, pela ordem de referência no manifesto , Ezra Pound, Apollinaire, Eisenstein, Mallarmé, James Joyce, e.e. cummings, futuristas, dadaístas, Oswald de Andrade, João Cabral de Mello Neto, Webern e seus seguidores, Mondrian, Max Bill, a Geração de Orpheu e outros modernistas e a arte concreta em geral. 
Em tom radical, o manifesto declara o fim do verso como unidade rítmico-formal do poema, que passa a reconhecer o espaço como agente estrutural, deixando de desenvolver-se de maneira meramente temporal e linear, intentando a simultaneidade da comunicação não-verbal: 
“o poema concreto, usando o sistema fonético (dígitos) e uma sintaxe analógica, cria uma área lingüística específica - "verbivocovisual"- que participa das vantagens da comunicação não-verbal, sem abdicar das virtualidades da palavra”
Buscam os poetas concretos, nas palavras do grupo paulista, chegar à “estrutura-conteúdo”, veiculando uma mensagem de forma não-usual. A própria estrutura do poema comunicará, complementando ou sendo complementada pelo sentido desenvolvido no texto.
Importante referência o manifesto faz  sobre a “renúncia à disputa do absoluto”, considerando os seus poemas como uma obra de arte “perene”, contextualizada na era da informação rápida, tal qual um anúncio publicitário, que tende a ser esquecido, substituído por outros.
Não há lugar na poesia concreta, segundo seu manifesto para “expressão, subjetividade e hedonismo”. Os poemas devem ser um “poema-produto” que seguirá a fórmula inicial da poesia de Maiakovski, transformar o poema em equação ou “criar problemas  exatos e resolvê-los em termos de linguagem sensível”.
Em adendo, posto em 1961, a poesia concreta paulista assume sua postura revolucionária, citando o mesmo poeta russo: "sem forma revolucionária não há arte revolucionária".

## Legado
Além de ter gerado um movimento internacional com repercussões até os dias de hoje, o concretismo poético gerou correntes neo-concretistas e pós-concretistas no Brasil, onde teve mais força, como as do poeta Ferreira Gullar, considerado por muitos como o maior poeta brasileiro do século XX, o poema/processo, a poesia-práxis e a essência da poesia reduzida de Paulo Leminski, gerando polêmicas acirradas com alguns dos representantes destas correntes.  
Além disso, os poetas de São Paulo, principalmente Augusto e Haroldo de Campos, produziram vasta e indiscutível obra nos campos da teoria literária (muito relacionada em seus pontos de vista aos da poesia concreta) e da tradução (utilizada com fins de crítica, conforme preceitos de Ezra Pound). 
Também influenciou uma significativa parcela de novos poetas brasileiros até o início do século XXI, bem como a obra de renomados poetas do antigo modernismo, tal como Cassiano Ricardo e Murilo Mendes, parecendo ser o verdadeiro “ser ou não ser” da poesia brasileira pós-concretismo no Brasil a questão de  deixar-se ou não influenciar pela teoria (ou prática) da poesia concreta ou de seus principais articuladores.
Representações mais recentes, diversas da influência dadaísta além de voltados para concepções filosóficas, que refletem aforismos ou epigramas, obtiveram êxito e notoriedade, vencendo inclusive em concursos literários, a exemplo dos xarás: Fábio Sexugi e Fábio Bahia, que apesar do dificultoso reconhecimento em face da competição com poemas tradicionais, ganharam, então, certa notoriedade.

## Poetas concretistas do Brasil
- Haroldo de Campos
- Décio Pignatari
- Augusto de Campos
- José Lino Grünewald e Ronaldo Azeredo, participantes do grupo Noigandres e da Revista Invenção;
- Wlademir Dias-Pino, poeta visual, participante da exposição de 1956, dissidente do grupo paulista, autor do primeiro livro-poema;
- José Paulo Paes;
- Mário Chamie, colaborador da revista Invenção, criou o poema-práxis e a revista homônima;
- Edgard Braga e Pedro Xisto, co-editores da revista Invenção;
- Fábio Bahia, autor das páginas "Poema Concreto", mídias sociais. Autor do livro Testemunho do Projétil que Matou Maiakovski;
- Arnaldo Antunes.